# 도승지
도승지(都承旨)는 조선의 정3품 당상관직으로 도령(都令)으로도 불리었다. 승정원의 우두머리 벼슬로 지금의 대통령비서실장 격이다. 또한 이조의 역할을 분담하고 국왕의 자문역을 맡는 이방(吏房)의 직무와, 홍문관 직제학, 상서원의 정(正)을 겸직했다. 왕이 내리는 교지와 신하들이 올리는 글들이 모두 승정원을 거쳤기 때문에 그 임무가 매우 중요하였다. 

## 역대 도승지

### 태조시절
1. 1392년 7월 28일 안경공
2. 1393년 4월 2일 이직
3. 1393년 9월 13일 한상경
4. 1395년 4월 27일 장지화
5. 1396년 3월 16일 민여익
6. 1396년 12월 22일 정담
7. 1398년 2월 27일 이문화

### 정종시절
1. 1400년 4월 6일 정구
2. 1400년 9월 8일 박석명

### 태종시절
1. 1401년 7월 13일 관제개편 - 지신사로 명칭 변경
2. 1405년 12월 6일 황희
3. 1409년 8월 10일 안등
4. 1410년 12월 10일 김여지
5. 1413년 11월 26일 이관
6. 1414년 12월 3일 유사눌
7. 1416년 3월 25일 조말생
8. 1418년 7월 8일 이명덕

### 세종시절
1. 1418년 8월 11일 하연
2. 1418년 12월 11일 원숙
3. 1420년 12월 9일 김익정
4. 1422년 12월 13일 조서로
5. 1423년 9월 29일 곽존중
6. 1426년 9월 4일 조종생
7. 1426년 11월 25일 정흠지
8. 1429년 9월 30일 허성
9. 1430년 8월 16일 황보인
10. 1431년 2월 29일 안숭선
11. 1433년 9월 22일 명칭을 다시 도승지로 환원
12. 1435년 3월 8일 신인손
13. 1438년 6월 4일 김돈
14. 1440년 6월 23일 성염조
15. 1441년 3월 9일 조서강
16. 1443년 9월 3일 이승손
17. 1445년 6월 15일 류의손
18. 1446년 4월 26일 황수신
19. 1447년 9월 9일 이사철

### 문종시절
1. 1450년 7월 6일 이계전
2. 1452년?        강맹경

### 단종시절
변계량 